# Polinézia
Polinézia (görögül: πολύς [polúsz] = sok, νῆσος [nészosz] = sziget) Óceánia egyik etnokulturális régiója, amely a Csendes-óceán déli és középső részén fekvő, körülbelül 1000 szigetet foglalja magába. A terület lakói a polinézek. A 21. század fordulóján a terület lakosságának 70%-a Hawaiin élt.
Az elnevezést, mely eredetileg az összes Csendes-óceánon található szigetre utalt, Charles de Brosses francia író használta először. Honfitársa, Jules Dumont d'Urville 1831-ben javasolta, hogy a területet különítsék el három régióra, Mikronéziára, Melanéziára, és csak az e kettőn kívül eső területeket nevezzék Polinéziának.

## Felosztása
A következő egységekre osztható fel:
- Független államok: Cook-szigetek, Új-Zéland, Kiribati, Niue, Szamoa, Tonga és Tuvalu.
- Tizenhárom függő terület:
  - Hawaii, Amerikai Szamoa, Johnston, Baker, Howland, Jarvis, Palmyra (USA);
  - Francia Polinézia, Wallis és Futuna (Franciaország);
  - Chatham-szigetek, Tokelau (Új-Zéland);
  - Pitcairn-szigetek (Egyesült Királyság);
  - Húsvét-sziget (Chile).